# Кумани (банка)
Банка Кумани (азерб. Kumani sayı) — подводная банка в Каспийском море, часть Бакинского архипелага.
Из-за деятельности расположенного здесь грязевого вулкана глубина банки постоянно меняется, а время от времени банка превращается в остров.

## Описание
Банка Кумани расположена в 21 км к юго-востоку от мыса Бяндован, южнее острова Сенги-Муган, между островом Дашлы и Погорелой Плитой. Банка образована подводным грязевым вулканом, в моменты крупных извержений которого Кумани становится островом. Спустя некоторое время после этого остров размывается морем и снова превращается в банку. 
По состоянию на 1959 год грязевой вулкан представлял собой правильный конус, который возвышался над окружающим морским дном на 15 м. На вершине конуса наблюдались неровности, возникшие из-за глыб, вымытых из сопочной брекчии.

## История
Появившийся в результате извержения грязевого вулкана остров был впервые обнаружен 7 мая (по старому стилю) 1861 года моряками шхуны «Туркмен». Впоследствии остров был назван в честь командира шхуны — Феодосия Николаевича Кумани. К ноябрю 1861 года остров полностью исчез.
Следующее извержение наблюдалось в мае 1927 года и сопровождалось выбросом столба пламени (до 300 м). В результате данного извержения здесь вновь возник остров, который был размыт в течение месяца.
В ноябре 1928 года произошло ещё одно извержение, которое привело к появлению острова, общей площадью 6 га и высотой 3,3 м, но вскоре остров вновь превратился в подводную банку. Извержение сопровождалось огнём и длилось около 15 минут.
В октябре 1939 года, в результате следующего извержения, произошёл вынос большого количества твёрдых пород, который в очередной раз ненадолго привёл к появлению острова.
В декабре 1950 года случилось новое извержение, в ходе которого на протяжении 15 минут над местом стоял столб огня высотой более 100 м. По подсчётам, в ходе этого извержения вулкан выбросил до 2,5 млн м³ сопочного материала. После извержения здесь появился крупный овальный остров, размером в 700×500 м, но уже к июню этот остров уменьшился в размерах, а в августе полностью исчез.
Ещё одно мощное извержение произошло в декабре 1959 года. Во время извержения в течение 18—20 минут наблюдалось пламя высотой около 200 м. Благодаря выносу брекчии, на месте банки вновь появился остров, который просуществовал до 1962 года.

## Исследования
Высадившийся на остров после его обнаружения капитан Кумани выявил, что остров состоял из мягкой, глубоко изборождённой породы, которая была подсохшей на поверхности, но вязкой и горячей внутри.
В июне 1861 года, вскоре после обнаружения острова Кумани, сюда прибыл известный геолог Герман Абих. В своём труде, посвящённом острову, Абих дал его детальное описание. Согласно Абиху, состав брекчии на острове Кумани был схожим с породами на Погорелой Плите.
После извержения 1939 года остров посетил С. Ковалевский. Найденные в сопочной брекчии остроугольные обломки и глыбы различных пород, по мнению Ковалевского, были вытеснены с глубины не менее 2 км.
В 1951 году остров посетили геологи А. Якубов и А. Путкарадзе, которые совершили замеры острова.